# Chlamydatus pulicarius
Chlamydatus pulicarius is een wants uit de familie van de blindwantsen (Miridae). De soort werd het eerst wetenschappelijk beschreven door Carl Fredrik Fallén in 1807.

## Uiterlijk
De bijna volledig zwarte, ovaal gevormde wants is macropteer of submacropteer en kan 2,5 tot 3 mm lang worden. De pootjes hebben vaak gele dijen en gele schenen waar zwarte stippen en stekeltjes op zitten. Het eerste segment van de antennes is zwart, soms lichter. Bij mannetjes is het tweede segment zwart, bij vrouwtjes gedeeltelijk geel. De laatste twee segmenten zijn geel gekleurd.
De soorten uit het genus Chlamydatus lijken erg op elkaar. Chlamydatus pulicarius lijkt sterk op Chlamydatus pullus; ze zijn alleen met genitaalonderzoek van elkaar te onderscheiden. Chlamydatus evanescens heeft rode ogen en bij Chlamydatus saltitans zijn de voorvleugels gedeeltelijk licht gekleurd. Ze kunnen ook verward worden met soorten uit het genus Halticus maar die hebben duidelijk langere antennes.

## Leefwijze
De soort kent twee generaties per jaar en overwintert als eitje. De volwassen dieren kunnen van mei tot oktober gevonden worden op de bodem van droge gebieden onder grassen en op diverse kruiden zoals bijvoorbeeld alsem.

## Leefgebied
In Nederland is de soort vrij algemeen met uitzondering van de kustgebieden en zeeland. Het verspreidingsgebied is Holarctisch, van Europa tot Azië, China en Noord-Amerika.